# 표훈사 반야보전
표훈사 반야보전(表訓寺般若寶殿)는 표훈사의 중심건물이며 높이 1m 정도의 축대 위에 세워진 전각으로, 앞면 3칸(14.1m), 옆면 3칸(9.4m)으로 되어있다. 또 바깥 7포, 안 9포의 두공을 복잡하게 짜올렸으며, 합각지붕에 금단청을 하였다. 기둥은 위가 약간 홀쭉하게 오므라든 두리기둥이고 네 모서리 두공에는 용머리를 조각하여 내밀게 하였다. 전체의 균형이 잘 잡혀 굵직하고 힘차 무게가 있으면서도 섬세하고 화려한 꾸밈새를 자랑한다.